# Kloš jelení

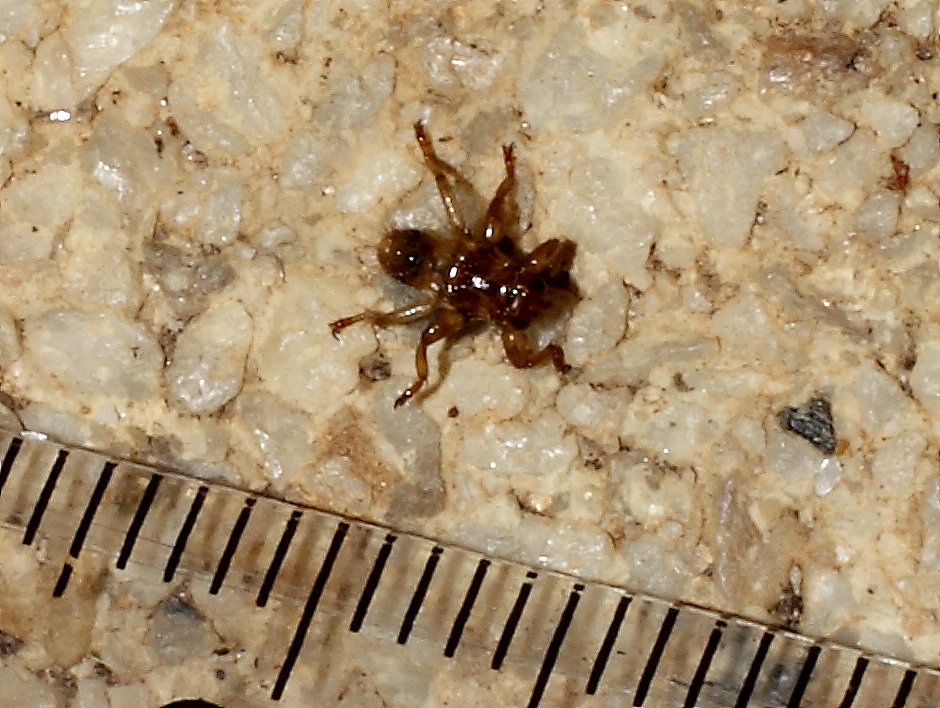
Kloš jelení bez křídel s přiloženým měřítkem

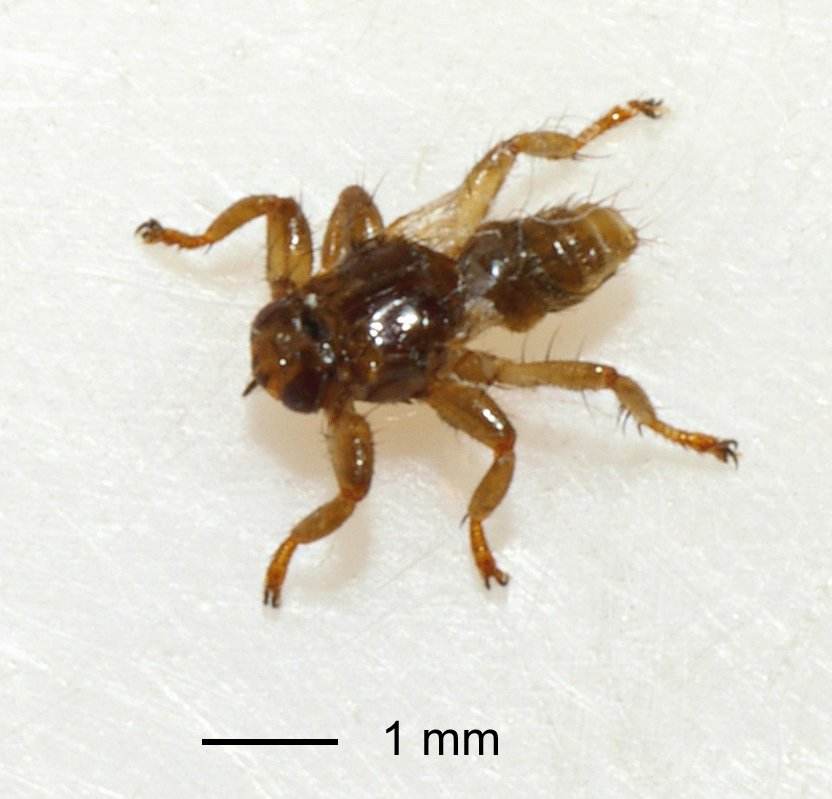
Kloš jelení bez křídel

Kloš jelení (Lipoptena cervi), lidově lojnice, nářečně jelenica[zdroj?] či postraňák (jižní Morava) je druh dvoukřídlého hmyzu z čeledi klošovitých. Je to ektoparazit, který se živí krví zvířat, především savců a ptáků. Je-li přemnožený, dokáže hostitele soužit.

## Rozšíření
Kloš je rozšířen v lesích mírného pásu na severní polokouli zhruba v holarktické oblasti. Do Severní Ameriky byl zavlečen teprve nedávno, stejně tak do Finska. Příbuzný druh Lipoptena mazamae je rozšířen i do Střední a Jižní Ameriky.

## Popis
Kloš dosahuje délky 4,5–5 mm. Tělo je ploché, ochlupené a pružné. Silné nohy směřující do stran jsou opatřeny drápky, které usnadňují pohyb v srsti hostitele. Mladý kloš má také čirá křídla, používá je však jen k nalezení hostitele, přičemž není moc dobrý letec. Jakmile se kloš usadí na hostiteli, křídla se odlomí. Tykadla jsou krátká, ústní ústrojí je bodavě sací, sosák protáhlý. Larva kloše je zpočátku bílá, později hnědá, válcovitá a řídce štětinatá. Kloš jelení se dokáže pevně držet na kůži nebo v srsti nebo na oděvu. 

## Životní cyklus
Samička uvolní v těle vždy jen jedno vajíčko, které se uvnitř dělohy líhne v larvu. Larva se v děloze vyvíjí, živí se mléčnými výměšky. Jedinec přichází na svět těsně před zakuklením jako prepupa (předkukla) a okamžitě se kuklí. Kukla spadne z hostitele na zem, kde se vyvíjí dál. Vývoj trvá tři až šest týdnů, záleží na okolní teplotě. Dospělci se líhnou zejména od začátku září do začátku prosince.
Hned po vylíhnutí hledá dospělý okřídlený jedinec hostitele. Pokud hostitele najde (v naprosté většině je hostitelem jelenovitá zvěř), živí se sáním krve. Na hostiteli se rovněž páří samci se samicemi. Kolik larev je schopna jedna samice za život vyprodukovat, není známo.

## Potrava
Samec i samička kloše jeleního se živí krví. Jejich hostiteli se stávají různé druhy jelenovité zvěře a jiní kopytníci, v menší míře ptáci, psi a někteří další živočichové. Jedno sání trvá 15–25 minut.

## Kloš a člověk
Kloš je z hlediska člověka nepříjemný parazit, který na člověka naletuje především k podzimu a v lese. Obtížně se odstraňuje (protože má nohy s drápky, každého jedince je nutné odstranit sejmutím, nelze ho smést z povrchu těla ani setřást z oblečení) a lze ho těžko rozmáčknout, protože je pružný. Údajně nejlepším způsobem, jak kloše zahubit, je promnout ho mezi prsty. Na člověka sedá spíše omylem, nikoli záměrně, a lidskou krev nesaje. Bodnutí (např. když je v tísni, protože se dostal pod oblečení nebo do vlasů) může být bolestivé a okolo vpichu vzniká zarudnutí. U zdravého člověka by se bodnutí klošem mělo projevit jen svědivým pupínkem, ale člověk se sníženou imunitou by se měl mít na pozoru, protože kloš jelení je přenašečem bakterie Bartonella schoenbuchensis, která způsobuje zánět kůže (svědivá vyrážka trvající i několik týdnů) a v komplikovaných případech může vyvolat řadu zdravotních problémů.
Zbytky klošů byly nalezeny na mumii Ötziho.

## Zajímavosti
- Pod zvětšovacím sklem může kloš jelení někomu připomínat zmenšeninu cvrčka.
- Lidé dali kloši jelenímu přezdívku „okřídlené klíště“ nebo „létající klíště“. Nemá však s klíštětem nic společného kromě toho, že těla či oděvu „drží se jak klíště“, a toho, že někomu může vzdáleně klíště připomínat vzhledem. (Kloš je hmyz, zatímco klíště roztoč; kloš nepřenáší ani klíšťovou encefalitidu, ani  borreliózu.)
- Na psovi je kloše jeleního možné zahubit sprejem s obsahem pyrethroidů[3] (pro kočky je toxický!).